# Hotaru Akane
Hotaru Akane (紅音 ほたる, Akane Hotaru) alias Anna Akizuki (秋月 杏奈, Akizuki Anna), née le 25 octobre 1983 et morte le 15 août 2016, est une actrice japonaise de films pornographiques et un mannequin de charme, très connue et appréciée au Japon. Elle a été récompensée à plusieurs reprises pour ses films. Ses activités comprennent également un rôle pour le cinéma conventionnel. Elle discute volontiers avec ses admirateurs sur son « blog »,. Son aptitude à l'éjaculation féminine la fait surnommer « Shiofuki Queen »,. Elle s'est retirée de la profession en 2008.

## Biographie et carrière
Hotaru Akane est née à Osaka, Japon le 25 octobre 1983. Elle délaisse les études d'infirmière pour se diriger vers l'industrie du film pornographique.
Akane tourne ses premières vidéos, la série Faithful Dog 'Saseko', en février 2004, à l'âge de 20 ans, sous le nom d'Anna Akizuki.
Au début, Akane n'est pas seule sur scène mais son charme l'amène à tenir le rôle principal de G Guy!, une vidéo mise sur le marché en juillet 2004.
La première vidéo de la série Super Idols qu'elle tourne au mois de septembre 2004 la rend célèbre. Le DVD est mis sur le marché en novembre de la même année,.

### « Meilleur Espoir de l'année» des Oscars du Film Pornographique
Akane revêt des uniformes d'écolière pour la vidéo Uniform Collection / Anna Syugetsu, basée sur le cosplay.
Une autre vidéo de décembre 2004, basée également sur le cosplay, met en scène l'actrice, devenue « légendaire », aux côtés de Shuri Himesaki, une autre actrice de renom. Elle y interprète la sœur de cette dernière. Toutes deux, habillées en servantes, s'adonnent à des scènes érotiques.
Malgré une carrière très prolifique en vidéos, Akane affirme qu'elle trouve le temps et l'énergie nécessaires pour se masturber chaque jour. Elle déclare également détenir dix godemichets.
En 2005, la revue Weekly Playboy honore la carrière d'Akane en lui octroyant le titre de « Nouvelle Venue de l'Année » de leur « AV Academy Awards ».
Cutie Clips, produit par Kuki au mois de janvier 2006, offre au spectateur l'occasion de vivre une « histoire d'amour virtuelle » avec un certain nombre d'actrices réputées du film pornographique. La scène interprétée par Akane consiste en un « rendez-vous virtuel » sur la plage.
Dans Temptation; 7 Ultimate Queens Attack Me!!, Akane, en compagnie de Nana Natsume et cinq autres actrices réputées de l'année 2006, se disputent l'honneur d'être les hôtesses d'accueil du « club le plus luxueux et le plus lubrique de par le monde ».

### La «ShiofukiQueen »
Akane est reconnue comme étant la « Reine du Shiofuki » en raison de sa faculté pour éjaculer au cours des scènes qu'elle tourne. Les vidéos Hotaru Akane - Shiofuki Climax and Hotaru Akane - Paipan Mega Shiofuki Fuck sont plus particulièrement axées sur cette capacité,. Akane dit boire une pleine bouteille d'eau avant d'interpréter une scène de shiofuki.
Akane a pour partenaire Ayano Murasaki, une actrice « mature » (Jukujo), dans la vidéo Hotaru Akane et Ayano Murasaki: Splash Heaven parue en juin 2006. Elles entrent en conflit pour décider « laquelle des deux est la meilleure squirteuse de toute l'industrie du film pornographique ». À ce qu'on dit, les deux actrices « aspergent de leur éjaculat [féminin] comme une fontaine!! ». Love Splashing, paru le mois suivant, a également pour thème le shiofuki. Le film regroupe un certain nombre d'actrices, comme Ai Kurosawa, connues pour bien maitriser cette technique.
Au mois de janvier 2007, Akane est pressentie pour tenir le rôle principal dans le premier volume de la nouvelle série, Ultimate Ecstasy, produite sous la marque Real Works.
L'actrice tourne sa première vidéo « non censurée » au mois de septembre 2006. Elle réalisera par la suite quatre autres vidéos de ce type, toutes diffusées par Sky High Entertainment.
Akane est fière de sa carrière d'idole de la vidéo pour adultes.
Gals' Battle Royal ～Hotaru Kurenai X Chihiro Shina～, vidéo filmée au mois de janvier 2007, a pour thème ce professionnalisme. Deux actrices accomplies de la vidéo destinée aux adultes tentent de se surpasser mutuellement dans une compétition d'actes sexuels : fellations, cravate de notaire et urophilie. Cette vidéo a été mise sur le marché en juillet en haute définition Blu-ray. Un thème similaire a été l'objet d'une autre vidéo, Versus, Hotaru Akane vs. Satoko Tachibana, dans laquelle Akane est opposée à une autre actrice connue pour définir laquelle des deux est la plus experte.
Magic Mirror The Two-way Mirror Car; Hot Body In Yokohama suit les exploits de quatre idoles, dont Akane et Hikari Hino, qui arpentent les rues de Yokohama à la recherche d'un amateur pour partager des ébats amoureux dans une voiture spécialement équipée.
Hotaru Akane and Misaki Aso Versus 40-Year-Old Virgins, parue en septembre 2007, retrouve Akane en compagnie de son amie Misaki Aso. Les deux femmes entreprennent de donner une leçon de sexualité à un groupe d'hommes inexpérimentés dont c'est la première relation intime avec une personne du sexe opposé.
Akane tient le rôle d'un orgueilleux agent d'assurances de haut niveau dans la production de Ienergy, Insurance Salesperson Raped Hard, parue le même mois de septembre 2007. Son succès et sa confiance en elle-même excitent la jalousie de ses collègues qui se réjouissent lorsqu'elle s'effondre, descendue en flamme par son supérieur hiérarchique. Akane se donne alors au PdG d'une compagnie d'assurance adverse avec l'espoir d'intégrer l'entreprise. Lorsque des photos compromettantes d'Akane commencent à circuler, ses anciens collègues tirent plaisir de son humiliation.

### Personnalité
Contrairement à nombre d'actrices du genre qui gardent secrète leur vie privée, Akane a toujours donné un portrait loyal de sa personne et discuté avec franchise sur son blog, « Hotaru's Life » qui a rapidement atteint un haut degré de popularité et qu'elle maintient constamment à jour. Un autre indice de son image positive dans les médias est le rôle que lui a octroyé le réalisateur Toru Ichikawa dans son long métrage, 赤龍の女, Sekiryû no onna (2006),. En tant qu'actrice célèbre de l'industrie du sexe, elle a été invitée à s'exprimer lors du World AIDS Day (Journée du SIDA) qui s'est tenu à Shibuya le 1er décembre 2007
Après s'être retirée de l'industrie du film pornographique en 2008, Akane fait ses débuts de chanteuse dans une compilation très connue intitulée Mero Raba (Mélodie pour un amant) destinée à un public féminin dès le mois de mars 2008. D'autres chanteuses à la mode, comme TSUKASA, ont participé à l'élaboration de ce CD mais elle est la seule actrice issue de l'univers de la pornographie. Elle a écrit elle-même les paroles de sa chanson Ai no Kuni.
Hotaru Akane est morte le 15 août 2016. Son compagnon,Toshifumi Hara, a trouvé le corps sans vie en rentrant de son travail. L'autopsie n'a pas permis de retrouver une cause à la mort de l'actrice.

## Filmographie (partielle)
Artiste extrêmement prolifique, l'œuvre d'Hotaru Akane est très importante. Pour cette raison, les titres qui suivent n'en sont qu'une petite partie. La liste est un travail compilatoire de plusieurs catalogues diffusés sur Internet,,.
Les titres sont donnés dans l'ordre de leur date de parution.
Les noms des autres actrices sont donnés dans les Notes lorsqu'ils sont connus.
| Titre du film | Producteur                        | Réalisateur           | Parution                                      | Notes |
| Faithful Dog 'Saseko' 忠犬サセ公                                                                                        | Cosmos Plan                       | Syuta Nomura          | 20 février 2004                               | Debut; Avec Ami Sakuragi, Maki Abe, et Riko Mizuno. |
| G Guy! GOガイ! | SHY                               | Shigetsugi Ishihara   | 28 juillet 2004                               | |
| Super Idols - Anna Syugetsu                                                                                             | KUKI                              | Akinaga               | 30 septembre 2004                             | |
| Digital Mosaic Vol.053 デジタルモザイク Ｖｏｌ．０５３                                                                  | Moodyz                            | Tamiya                | 1er novembre 2004                             | |
| Super Idols 1 - Anna Syugetsu                                                                                           | KUKI                              | Akinaga               | 27 novembre 2004                              | |
| Uniform Collection - Anna Syugetsu                                                                                      | VIP                               | Akinaga               | 30 novembre 2004                              | |
| Shiofuki Climax 潮吹きイキまくり絶頂キープ                                                                              | Moodyz                            | Chun Tachikawa        | 1er décembre 2004                             | |
| Sister Maid メイド姉妹                                                                                                  | TMA                               | Tatsuya Toma          | 10 décembre 2004                              | |
| A Boy Called 'A' 新･少年Ａ                                                                                              | Hibino                            | Akinori               | 20 janvier 2005                               | Avec Maki Tomoda. |
| Kuki All Star Clips | KUKI                              |                       | 25 février 2005                               | Recueil de nouvelles avec Yua Aida, Rei Aoki, Yuna Aoba, Rei Asakawa, Haruka Ichikawa, Kyoka Uchida, Ayaka Oishi, Ruka Ogawa, Sakurako Kaoru, Hijiri Kayama, Sara Kawai, Miki Komori, Asuka Sawaguchi, Haruka Tsukino, Sho Nishino, Mari Fujisawa, Ryo Hoshi, Amu Shinzaki, and Shiori Mizuno. |
| Girl's I.D. | KUKI                              | Kazuyuki Watanabe     | 24 avril 2005                                 | En compagnie de Tsukasa Imai and Haruka Mayumi. |
| Mad City Girls Mad City Girls                                                                                           | Attackers                         | Kiwanosuke            | 13 mai 2005                                   | Avec Ruka Uehara, Shoko Mikami. |
| Torture Club 拷問くらぶ                                                                                                 | Moodyz                            | Midori Kohaku         | 13 juillet 2005                               | |
| Vibrator Attack 電マ攻撃                                                                                                | IEnergy                           |                       | 18 août 2005                                  | Avec Sakura Sakurada, Miyuki Shindo, Moe Kimishima, Usagi Tsukioka, Marimo Asou, Maki Tomoda, Rei Himekawa & Yuka Fujisaki. |
| All Star Clips Volume 2                                                                                                 | KUKI                              |                       | 26 août 2005                                  | Avec Yua Aida, Chiemi Inamoto, Miyuki Kamiya, Yuka Kotono, Miki Komori, Mayumi Shina, Yui Hasumi, Yoko Hasegawa, Takane Hirayama, Sana Fujii, Mari Fujisawa, Momo Hoshino, Ryo Hoshi, Haruka Mayumi, Shiori Mizuno, Jun Yuikawa, and Nao Yoshizaki.                                            |
| Erotic Ballerina 3 エロティックバレリーナ 3                                                                             | Hibino                            | Akinori               | 8 septembre 2005                              | |
| Lewd Lady Exhortation 痴女のススメ                                                                                      | Moodyz                            | K.C.Takeda            | 13 septembre 2005                             | |
| Raped Bus Conductor 鬼畜輪姦 陵辱バスガイド                                                                             | Hibino                            | Katsuyuki Hasegawa    | 4 décembre 2005                               | |
| Molester Bus Idol Attack Vol.3 痴漢バス アイドル襲撃 3                                                                  | IEnergy                           | Yakumo Matsubara      | 4 décembre 2005                               | |
| Bank Robbery Incident 銀行強盗事件                                                                                      | IEnergy                           | Denjirou Sakurada     | 4 décembre 2005                               | Avec Megu Hagiwara, Miyuki Ayano, Ruka Uehara & Yayoi Nazuki. |
| Top AV Actress Analyze Paradise                                                                                         | Paradise TV                       |                       | 28 décembre 2005                              | |
| Cutie Clips | KUKI                              | Kohei Oshima          | 25 janvier 2006                               | Avec Sayaka Ikeuchi, RIRICO & Hina Fujisawa. |
| Sky Angel 12 Sky Angel 12 紅音ほたる                                                                                    | Sky High                          |                       | 19 janvier 2006                               | |
| Gekkan 月刊 紅音ほたる                                                                                                  | KMP                               | Osamu Saito           | 27 janvier 2006                               | |
| Lesbian Summit 痴女サミット                                                                                             | Akinori                           | Akinori               | 4 février 2006                                | Avec Chinatsu Nakano, Miki Eguchi, Minaki Saotome, Nana Miyachi, Ramu Himemiya, Riko Tachibana, Shoko Mikami, Yuria Hidaka. |
| Shameless Lewd High-School Girls ハレン痴女子高生                                                                       | Premium PXD-001                   | KENGO                 | 7 mars 2006                                   | Avec Mayura Hoshitsuki & Yuka Satsuki |
| Uniform Trance 制服トランス                                                                                             | Wanz Factory                      |                       | 1er avril 2006                                | |
| Dream School 10 ドリーム学園10 完全版                                                                                   | Moodyz Value MIVD-005 / OPEN-0614 |                       | 1er mai 2006                                  | Avec Rino Kamiya, Nao, Chihiro Hasegawa, Mikan Tokonatsu, Ren Hitomi, Miyu Sugiura & Mayura Hoshitsuki |
| Hotaru Akane and Ayano Murasaki SPLASH HEAVEN                                                                           | Paradise TV                       |                       | 1er juin 2006                                 | Avec Ayano Murasaki. |
| Young Female Student - Nakadashi 20 Times Consecutively 女子高生 中出し２０連発                                         | IEnergy                           | Yakumo Matsubara      | 22 juin 2006                                  | |
| Heart Thumping Tingling ハラハラ☆ドキドキ                                                                               | Hibino                            | Saburouta Honmoku     | 22 juin 2006                                  | |
| Absolute Excitement 絶対興奮                                                                                            | Wanz Factory                      |                       | 1er juillet 2006                              | |
| TMA Ultimate Idol THE BEST 2 discs 8 hours                                                                              | TMA                               |                       | 21 juillet 2006                               | Avec Shuri Himesaki, Hiromi Sato, Koi Koino, Miki Eguchi, Riko Tachibana, Mitsu Amai, Megu Hagiwara, Ai Momosaki & Haruka Mizuki. |
| LOVE Splashing! RIBON 4 Hours BEST                                                                                      | MediaBank                         | Perma                 | 21 juillet 2006                               | Avec Mami Hayasaki, Aika Hoshizaki, Nana Mizuki, Sana Okada, Mizuki Kurasawa, Miki Komori, Ruka, Hiromi Kato, Ai Kurosawa, Ren Suzuki, and Rika Uehara. |
| Sky Angel Vol. 34: Hotaru Akane                                                                                         | Sky High                          |                       | 6 septembre 2006                              | Non Censuré |
| Tall M Woman with Big Tits & Short S Woman with Big Tits 高身長巨乳M女&低身長巨乳S女                                    | Cross                             | Takinogawa Shinnosuke | 19 septembre 2006                             | Avec Azusa Ayano & Sakura Sakurada. |
| Ultra Digital Mosaic Hotaru Akane Costume Play ウルトラデジモな紅音ほたるとブルセラコスプレ援助交際                     | Cross                             | Matsushima Cross      | 19 octobre 2006                               | |
| Rape Hard In Obscene Ward                                                                                               | Soft On Demand                    | JO[STYLE]             | 7 décembre 2006                               | Avec Nana Natsume, Kaho Kasumi, Tsugumi Nagasawa, Arisu Hoshi, and Karen Ichinose. |
| Temptation; 7 Ultimate Queens Attack Me!!                                                                               | Soft On Demand                    | Minami Namio          | 7 décembre 2006                               | Avec Nana Natsume, Mitsu Amai, Hina Otsuka, Aki Yato, Noa, and Chihiro Hara. |
| Platinum Red Hot 永久保存版: 紅音ほたるの未公開映像収録 (ディスク2枚組)                                                 | Red Hot                           |                       | 7 décembre 2006                               | Non Censuré Avec 34 autres actrices. |
| Sexaroid Investigator 潜入潮吹き捜査官                                                                                  | Akinori                           | Momozou               | 5 janvier 2007                                | |
| Ultimate Ecstasy, Hotaru Akane                                                                                          | Real Works                        | Osamu Saito           | 19 janvier 2007                               | |
| Gold Angel Vol. 6 | Sky High                          |                       | 23 janvier 2007                               | Non Censuré |
| Gals' Battle Royal ～Hotaru Kurenai X Chihiro Shina～                                                                   | TMA                               |                       | DVD: 26 janvier 2007 Blueray: 27 juillet 2007 | |
| Hotaru Akane's Ultra Sensitive Fuck 紅音ほたるの超敏感Fuck                                                              | Akinori                           | Akinori               | 8 février 2007                                | |
| Onanie Paranoia オナニー・パラノイア                                                                                    | Dogma                             | Normal Kim            | 15 février 2007                               | |
| Les Noir 5 Les-noir5 肉奴隷調教飼育                                                                                     | Attackers                         | Yui Koike             | 7 mars 2007                                   | Avec Sakura Sakurada, Riko Sakura & Azusa Nagase. |
| Splashing Lesbians in Love 恋する潮吹き同性愛                                                                           | Cross                             | Takinogawa Shinnosuke | 19 mars 2007                                  | Avec Satoko Tachibana (Riko Tachibana). |
| Superb Body x4 極上ボディー。極上レディー。極上FUCK。×4                                                                 | Cross                             | Captain Ehara         | 19 avril 2007                                 | Avec Sakura Sakurada, Anna Kaneshiro & Rico. |
| Kuki's All-Star Collection, Volume 2                                                                                    | KUKI                              | Takinogawa Shinnosuke | 25 avril 2007                                 | Avec Chiemi Inamoto, Miyuki Kamiya, Yuka Kotono, Miki Komori, Mayumi Shina, Yui Hasumi, Yoko Hasegawa, Yua Aida, Takane Hirayama, Mari Fujisawa, Momo Hoshino, Ryo Hoshino & Jun Yuikawa. |
| Only Daughter Sexual Sadistic Rebellious Age 一人娘は性的サディスト反抗期                                               | Cross                             | Dragon Nishikawa      | 19 mai 2007                                   | Avec Maki Tomoda. |
| Anal Splash Thick Lesbian United! 肛門潮吹き極太合体レズビアン                                                          | Cross                             | Captain Ehara         | 1er juin 2007                                 | Avec Chihiro Hara & Sakura Sakurada |
| Red Hot Jam Vol. 5: Opirates of Caribbean オパイレーツ オブ カリビアン: 紅音ほたる, 片瀬くるみ                          | Red Hot                           |                       | 22 juin 2007                                  | Non Censuré Avec Kurumi Katase. |
| Madame masochiste, les filles sadiques 母は刺青美熟女マゾヒスト、娘二人は性的サディスト                                 | Cross                             | Dragon Nishikawa      | 19 juillet 2007                               | Avec Sakura Sakurada & Kaoru Kisaragi. |
| Juicy Honey: Hotaru Akane                                                                                               | Juicy Honey                       |                       | 27 juillet 2007                               | Softcore |
| Magic Mirror The Two-way Mirror Car; Hot Body In Yokohama マジックミラー号 激烈ボディー逆ナンパ 横浜みなとみらい編      | Deeps                             | Stephen Sotaberg      | 4 août 2007                                   | Avec Hikari Hino, Aoi Mizumori et Naami Hasegawa. |
| Band of Lewd Women, Best, 4-Hour Special                                                                                | Cosmos Plan                       |                       | 17 août 2007                                  | Avec 35 autres actrices du film pornographique dont Hina Wakaba and Rin Nonomiya. |
| Versus, Hotaru Akane vs. Satoko Tachibana VerSus 紅音ほたるVS立花里子                                                   | Alice Japan                       | Maikeru Jodan         | 18 septembre 2007                             | Avec Satoko Tachibana aka Riko Tachibana. |
| Hotaru Akane and Misaki Aso Versus 40-Year-Old Virgins                                                                  | Real Works                        | Yagumo Matsubara      | 18 septembre 2007                             | Avec Misaki Aso. |
| Insurance Salesperson Raped Hard 保険外交員 中出しレイプ                                                                | IEnergy                           |                       | 20 septembre 2007                             | |
| Hotaru's Lesbian Extreme Extasy Triple Lolita Sex Heaven 紅音ほたるの絶頂ロリータ3P天国                                 | Cross                             | Zack Arai             | 19 octobre 2007                               | Avec Airi & Hina Otsuka. |
| kira☆kira SPECIAL DANCINGGALS kira☆kira SPECIAL DANCINGGALS★集団乱交                                                    | kira☆kira KISD-008                |                       | 25 novembre 2007                              | Avec Chihiro Hasegawa, Rei Ganaha, Nana Saeki, Ren Hitomi, Rio Nakayama, Minaki Saotome & Seira Takagi |
| Paipan Mega Shiofuki Fuck パイパン大量潮吹きFUCK                                                                        | Beauty                            |                       | 25 décembre 2007                              | |
| Miniskirts And Boots Collection 4 Hours, 2 ミニスカブーツCOLLECTION4時間2                                               | TMA                               |                       | 18 janvier 2008                               | En compagnie de 10 autres actrices dont Miyu Hoshino, Natsuki Iijima, Ryo Kiyohara, and Roa Sumikawa. |
| Red Hot Jam Vol. 30 - Himecolle                                                                                         | Red Hot                           |                       | 22 janvier 2008                               | Non Censuré Avec Aya Fujii |
| Juicy Honey Hotaru Akane 2                                                                                              | Juicy Honey                       |                       | 30 janvier 2008                               | Érotique |
| Shiofuki Eruption Lesbians 顔射ぶっかけゴックン潮吹き大噴出レズビアン                                                   | Cross                             | Dragon Nishikawa      | 19 février 2008                               | Avec Ann Nanba & Momo Nakamura. |
| 痴女１００人☆８時間 ～溜まったザーメンを一滴残らず搾り取られるがいい！！～                                              | KMP                               |                       | 22 février 2008                               | |
| 関西弁のイヤらしい女の潮吹き逆電マ                                                                                      | Deeps                             |                       | 6 mars 2008                                   | |
| レアル３周年記念鬼イカセ グレイテストヒッツ ４時間 生産限定プレミアムＢＯＸ                                             | Real Works                        |                       | 21 mars 2008                                  | |
| レアル３周年記念鬼イカセ グレイテストヒッツ ４時間                                                                      | Real Works                        |                       | 21 mars 2008                                  | |
| レアル３周年記念 レアル・ワークス作品集 ふかせてよ！ スーパースター潮吹き ４時間                                        | Real Works                        |                       | 21 mars 2008                                  | |
| M グレイテストヒッツ ４時間 痴女の全て                                                                                  | Real Works                        |                       | 21 mars 2008                                  | |
| 乃亜初監督作品 主演紅音ほたる                                                                                           | Real Works                        |                       | 18 avril 2008                                 | |
| 潮吹き×絶頂×激イカセ ４時間 ☆イキまくって、あ～でちゃう！☆                                                              | KMP                               |                       | 23 mai 2008                                   | |
| 10 Year Special Lessons In Secret Technique Men’s Bible Vol. 1 あれから10年 秘技伝授 男のバイブル[完全潮吹き入門] Vol.1 | Dogma DDT-185                     | TOHJIRO               | 19 juin 2008                                  | Avec Mayura Hoshitsuki, Ryo Akanishi, Marin Izumi & Yuu Tsuyuno |

## Sources
- « 紅音ほたる(Hotaru Akane) »(Archive.org • Wikiwix • Archive.is • Google • Que faire ?), Skyhigh Entertainment (consulté le 13 août 2010) (ja).
- « Akizuki(Anna Akizuki) », AV Idol Directory (consulté le 3 février 2011) (en).
- « 人気AV女優・紅音ほたる、700人の早大生に「性教育」 (Popular AV Actress, Hotaru Akane, 700 People... "Sex Education") », news.livedoor.com, 30 novembre 2007 (consulté le 30 avril 2008) (ja).
- « 紅音ほたる、エイズ問題「女の子も性に関心持って」 »(Archive.org • Wikiwix • Archive.is • Google • Que faire ?), ohmynews.co.jp (consulté le 5 mai 2008) (ja).
- « 「AVのマネしないで」AV女優・紅音ほたるが呼びかけ », news.livedoor.com, 7 décembre 2007 (consulté le 30 avril 2008) (ja).
- « 「世界エイズデー」渋谷が赤く染まる (World AIDS Day...) », news.livedoor.com, 3 décembre 2007 (consulté le 30 avril 2008) (ja).
- « ハテナ芸人 », www.ntv.co.jp/hatena, 3 décembre 2007 (consulté le 5 mai 2008) (ja) (Entretien journalistique).
- Mr. Pig « 15 Interesting Facts about Hotaru Akane », sweatpig.com, 25 juillet 2007 (consulté le 5 mai 2008) (en) (Traduction de l'entretien ci-dessus)

## Crédits
- (en) Cet article est partiellement ou en totalité issu de l’article de Wikipédia en anglais intitulé « Hotaru Akane » (voir la liste des auteurs).